# Lex orandi, lex credendi
Lex orandi, lex credendi (« la loi de ce qui est prié [est] la loi de ce qui est cru » en latin), parfois développé en lex orandi, lex credendi, lex vivendi (« la loi de ce qui est prié [est] ce qui est cru et ce qui est vécu »), est un principe de la tradition chrétienne qui signifie que la prière et la foi font partie intégrante l'une de l'autre et que la liturgie n'est pas distincte de la théologie. Il pose les bases de la relation entre le culte et la croyance, bases qui ont permis de préciser le canon des Écritures et diverses questions doctrinales. 

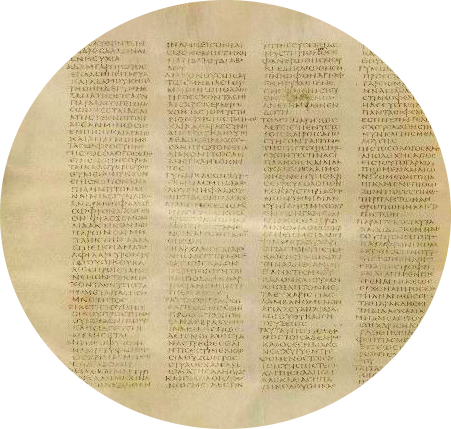
La Première épître à Timothée dans le Codex Sinaiticus, IVe siècle.

Dans le christianisme primitif, les traditions liturgiques ont précédé le credo commun et le canon biblique officiel. Elles ont fourni le cadre théologique et doctrinal de la foi et de l'élaboration de la Bible.
Formulée au Ve siècle par Prosper d'Aquitaine, cette devise a connu différentes interprétations.

## Origine
L'adage lex orandi, lex credendi est l'abrégé d'une phrase de Prosper d'Aquitaine, disciple d'Augustin et secrétaire du  pape Léon le Grand vers 435. Dans ses Capitula, seu Auctoritates de gratia, Prosper écrit que les « rites des invocations sacerdotales » de l'Église ont été « transmis par les apôtres » et sont « célébrés uniformément dans le monde entier », « de telle sorte que la loi de la prière détermine la loi de la foi » (ut legem credendi lex statuat supplicandi). Il explique en détail que l'Église prie pour les infidèles, les idolâtres, les Juifs, les hérétiques, les schismatiques, les lapsi et les catéchumènes afin que leur soient données la foi chrétienne et la miséricorde divine.
Pour Prosper, si l'Église prie pour les non-chrétiens et pour les chrétiens au statut incertain, cela signifie que la grâce est nécessaire pour venir à la foi. La lex supplicandi correspond à l'injonction de la Première épître à Timothée (2:1-2) : il faut prier pour tous les hommes, « car Dieu veut que tous les hommes soient sauvés et arrivent à connaître pleinement la vérité ». Prosper fait une « loi » à partir de cette injonction, en forçant un peu le trait pour affirmer que ces prières sont suffisantes pour couper court à toute discussion théologique. Puisqu'elles permettent de découvrir la foi véritable, conclut-il, la lex orandi détermine la lex credendi,,.
Prosper reprend ce thème, en 450, dans son De vocatione omnium gentium (« L'Appel de tous les peuples »). 

## Interprétations
L'Église catholique traduit cette formule par « la loi de la prière est la loi de la foi » et l'explique en ces termes dans son Catéchisme (paragraphe 1124) : « La foi de l'Église est antérieure à la foi du fidèle ».